# Manuel Joaquim de Matos Góis
Manuel Joaquim de Matos Góis (* 1781 in Goa; † 14. April 1832 in Dili, Portugiesisch-Timor) war ein portugiesischer Adliger (Fidalgo da Casa Real) und Kolonialverwalter.

## Werdegang
Die Familie von Góis lebte bereits seit langem in Indien und war mit dem Königshaus verwandt. Die Eltern von Góis waren Cipriano José de Matos e Góis und Maria Rita Freire de Castro da Cunha de Eça. Verheiratet war er mit Genoveva Ludovina Mourão Garcez Palha, mit der er eine Tochter hatte: Maria Antónia de Matos e Goes.
Von 1812 bis 1819 war Góis Ratsmitglied des Senats von Goa. Am 1. Juli 1818 wurde Góis, im Rang eines Leutnants, zunächst für drei Jahre zum Gouverneur von Portugiesisch-Timor  und Solor ernannt. Er erhielt eine Beförderung zum Kapitänleutnant und begab sich zunächst nach Macau, wo er mit sieben Offizieren und 52 Strafgefangenen eine Truppe für die Kolonie auf Timor bildete. Von hier schrieb er einen Brief an Staatssekretär für Marine und Überseegebiete Marcos de Noronha e Brito, Graf von Arcos, in dem er um die Auszahlung der Gehälter und die Beförderung zum Fregattenkapitän bat. Auch sein Vorgänger José Pinto Alcoforado de Azevedo e Sousa musste die Regierung an seine Lohnzahlungen erinnern.
Am 13. Mai 1821 traf Góis, nun Fregattenkapitän, in Dili ein, um sein Amt anzutreten. Gouverneur Sousa war bereits 1820 in der Kolonie verstorben. Die Amtsgeschäfte führte in der Zwischenzeit ein Conselho Governativo (Regierungsrat). Der spätere Gouverneur Afonso de Castro zeichnet in seinem Buch über die Geschichte Portugiesisch-Timors ein sehr negatives Bild von Goís. Er soll ein ausschweifendes Leben geführt haben und alkoholabhängig gewesen sein, was zu einer Vernachlässigung seiner Aufgaben und eine korrupte Verwaltung führte. Immerhin hatte er soviel politisches Geschick, dass er elf Jahre sein Amt ausüben konnte. Am 6. April 1824 wurde Góis zum Oberstleutnant der Infanterie befördert. Andere Quellen gestehen Goís profunde Kenntnisse der Geschichte Timors und eine gute Regierung zu, in der Frieden und finanzielle Stabilität in der Kolonie herrschten. Da Goís sich als treuer Untertan von König Miguel I. zeigte und Castro zu den Setembristen gehörte, mag die Charakterisierung von Goís in Castros Werk politisch motiviert sein.
In seiner Amtszeit ließ Góis in der Kolonie nach Gold, Kupfer, Salpeter und anderen Bodenschätzen suchen. Die Suche blieb aber erfolglos. Zudem zeigte Goís Interesse am Anbau neuer Nutzpflanzen, wie zum Beispiel Tabak.
1825 beantragte Goís, dass man ihn als Gouverneur nach Damão versetzt, da seine Gesundheit aufgrund des Klimas in Dili angegriffen war. Dazu kam es nicht, aber am 30. April 1829 wurde Goís als zum neuen Gouverneur von Macau ernannt. Den Dienst sollte er antreten, sobald sein Nachfolger auf Timor einträfe.
Noch bevor sein Nachfolger in Dili eintraf, starb Goís in der Kolonialhauptstadt 1832. Ein Conselho Governativo übernahm die Verwaltung der Kolonie, bis der neue Gouverneur eintraf, doch auch Miguel da Silveira Lorena verstarb kurz nach der Ankunft.